# 22920 Kaitduncan
22920 Kaitduncan è un asteroide della fascia principale. Scoperto nel 1999, presenta un'orbita caratterizzata da un semiasse maggiore pari a 2,9375186 UA e da un'eccentricità di 0,0940197, inclinata di 3,07129° rispetto all'eclittica.